# Bahnhof Winnweiler
Der Bahnhof Winnweiler ist der Bahnhof der rheinland-pfälzischen Ortsgemeinde Winnweiler im Donnersbergkreis. Er verfügt über zwei Bahnsteiggleise. Der Bahnhof liegt im Verbundgebiet des Verkehrsverbundes Rhein-Neckar (VRN).
Er liegt an der Alsenztalbahn Hochspeyer–Bad Münster und wurde am 29. Oktober 1870 mit Eröffnung des ersten Streckenabschnittes von Hochspeyer nach Winnweiler dem Betrieb übergeben.

## Lage
Der Bahnhof befindet sich am nordöstlichen Rand von Winnweiler. Unmittelbar an den Bahnhof schließt sich ein Bahnübergang an. Außerdem führt über den Bahnhof eine Brücke, welche die B48 mit dem Dorfzentrum verbindet.

## Geschichte
Im Zuge der Eröffnung des Alsenztalbahn-Abschnittes Hochspeyer–Winnweiler am 29. Oktober 1870 erhielt Winnweiler Anschluss an das Eisenbahnnetz. Etwa ein halbes Jahr lang war Winnweiler Endpunkt dieser Bahnstrecke. Am 16. Mai 1871 wurde die Strecke bis nach Bad Münster am Stein durchgebunden und damit auch fertiggestellt. Seitdem ist der Bahnhof Winnweiler ein Durchgangsbahnhof an dieser Strecke.
Anfang des 20. Jahrhunderts erhielt der Bahnhof, wie alle in der Pfalz, Bahnsteigsperren. Während dieser Zeit wurde der Bahnhof von der Betriebs- und Bauinspektion Kaiserslautern II verwaltet und gehörte zum Zuständigkeitsbereich der Bahnmeisterei Rockenhausen.
1922 wurde der Bahnhof der neu gegründeten Reichsbahndirektion Ludwigshafen zugeordnet. Ein Jahr später wurden die am Bahnhof beschäftigten Eisenbahner im Zuge des von Frankreich durchgeführten, bis 1924 dauernden Regiebetriebs ausgewiesen. Danach kehrten sie zurück. Im Zuge deren schrittweiser Auflösung der Reichsbahndirektion Ludwigshafen wechselte der Bahnhof zum 1. April 1937 in den Zuständigkeitsbereich der Mainzer Direktion und des Betriebsamtes (RBA) Bad Kreuznach.
Nach dem Zweiten Weltkrieg gliederte die neu gegründete Deutsche Bundesbahn (DB) den Bahnhof in die Bundesbahndirektion Mainz ein, der sie sämtliche Bahnlinien innerhalb des neu geschaffenen Bundeslandes Rheinland-Pfalz zuteilte. Bereits 1971 gelangte er im Zuge der Auflösung der Mainzer Direktion in den Zuständigkeitsbereich der Reichsbahndirektion Saarbrücken. Seit dem Jahr 2000 lag der Bahnhof, wie die gesamte Westpfalz, im Gebiet des Westpfalz-Verkehrsverbundes (WVV), ehe dieser sechs Jahre später im Verkehrsverbund Rhein-Neckar (VRN) aufging, in dessen Gebiet der Bahnhof seitdem liegt. Seit der Reduktion des benachbarten Bahnhof Langmeil (Pfalz) zu einem reinen Betriebsbahnhof ist Winnweiler die einzige Bahnstation innerhalb der gleichnamigen Ortsgemeinde, die Personenverkehr aufweist.

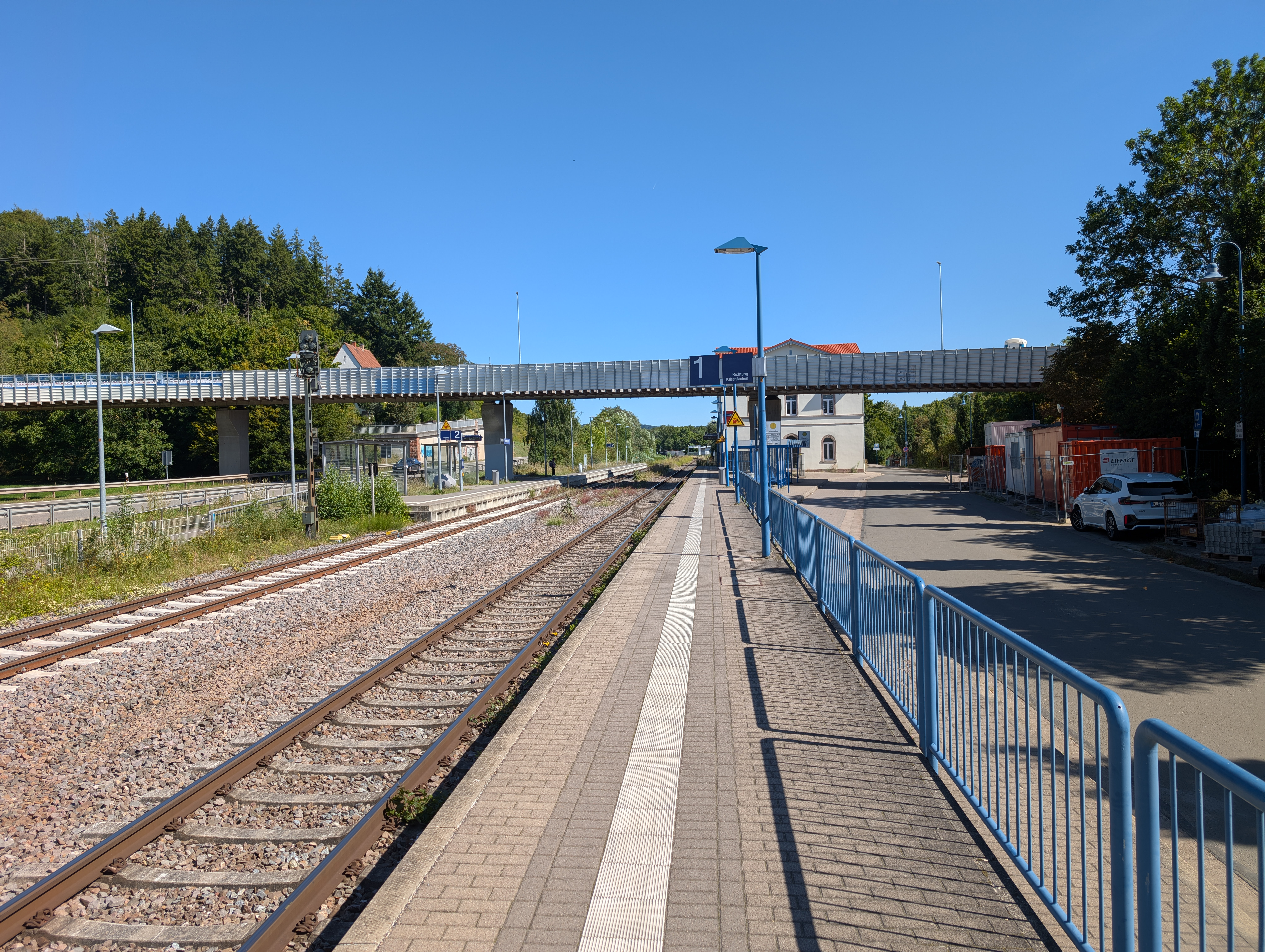
Gleise und Bahnsteige

Anfang März 2008 begann der barrierefreie Umbau des Bahnhofs Winnweiler. Für Gesamtkosten von 1.025.000 Euro wurden u. a. der Hausbahnsteig an Gleis 1 verlängert und der Mittelbahnsteig an den Gleisen 2 und 3 durch einen Seitenbahnsteig an Gleis 2 ersetzt. Seitdem hat der Bahnhof Winnweiler nur noch zwei statt der zuvor vorhandenen drei Bahnsteiggleise. Im Juli 2008 wurde der Umbau, welcher ursprünglich nur 873.000 Euro kosten sollte, fertiggestellt. Die offizielle Einweihung des neuen Bahnhofs fand schließlich am 10. September 2008 statt.

## Ausstattung

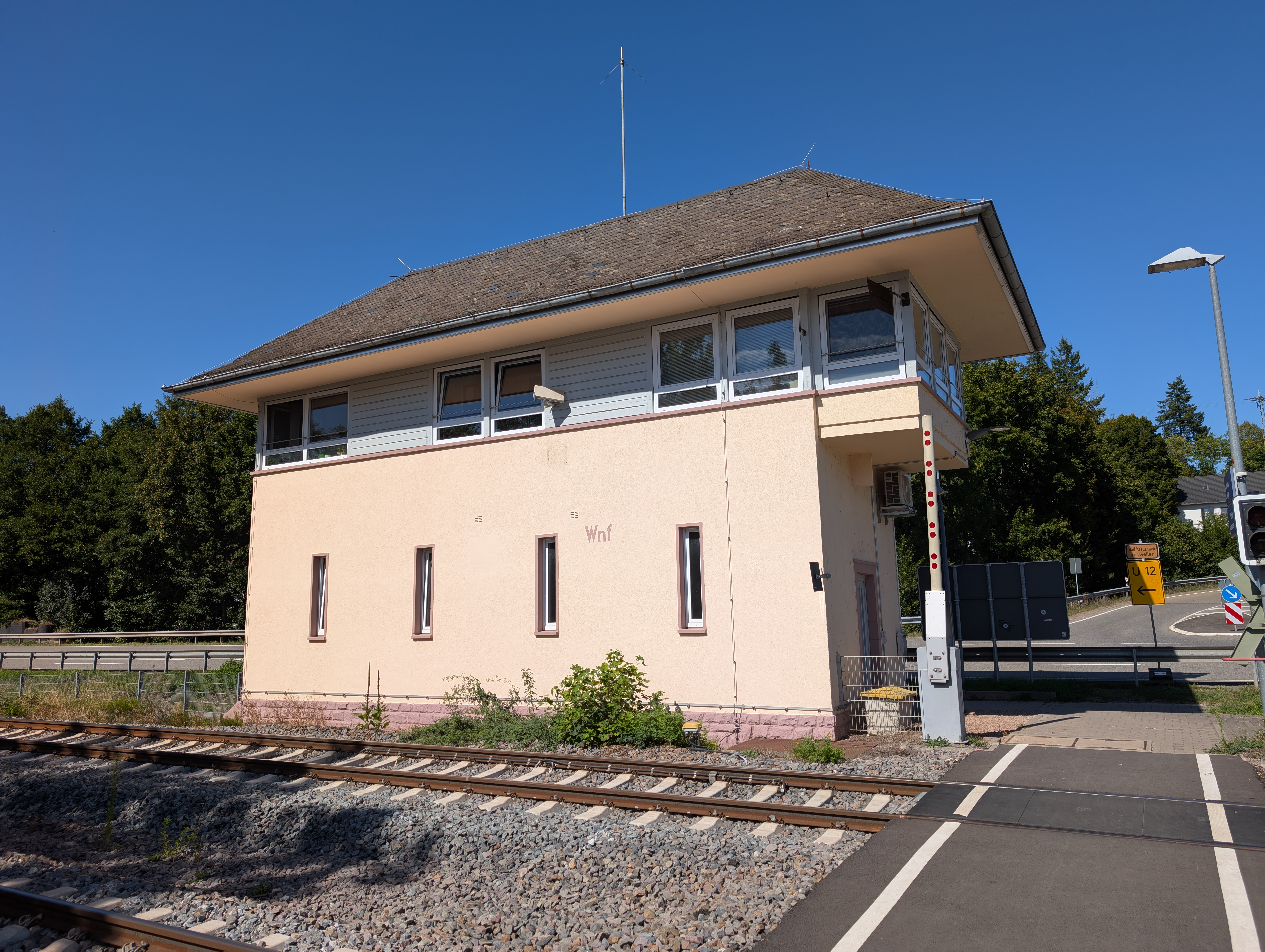
Stellwerk Winnweiler

Das Bahnhofsgelände wird von einer Brücke, auf der die Kreisstraße 4 verläuft, überspannt. Er besitzt ein Drucktastenstellwerk ohne Weichenselbstlauf von Siemens mit der Bezeichnung „Wf“. Früher trug es die Bezeichnung „Wnf“.
| Gleis | Nutzbare Länge | Bahnsteighöhe | Aktuelle Nutzung                            |
| ----- | -------------- | ------------- | ------------------------------------------- |
| 1     | 122 m          | 55 cm         | Züge in Richtung Kaiserslautern             |
| 2     | 120 m          | 55 cm         | Züge in Richtung Bad Kreuznach/Bingen/Mainz |

## Verkehr

### Personenverkehr
Der Bahnhof Winnweiler ist eine der wichtigsten Unterwegsstationen der Alsenztalbahn. Hier halten die Regionalbahnen der Linie RB 65 auf dem Weg von Kaiserslautern Hbf über Bad Kreuznach nach Bingen (Rhein) Hbf im Stundentakt sowie seit Dezember 2014 die Regional-Express-Linie RE 15 zwischen Kaiserslautern Hbf und Mainz Hbf (einzelne Züge). Im Zweistundentakt verkehrt seit dem Fahrplanwechsel im Dezember 2016 außerdem die Regional-Express-Linie RE 17 zwischen Kaiserslautern Hbf und Koblenz Hbf sechsmal täglich je Richtung.
| Linie                    | Verlauf | Taktfrequenz                                         |
| ------------------------ | --- | ---------------------------------------------------- |
| RE 15                    | Kaiserslautern – Winnweiler – Rockenhausen – Alsenz – Bad Münster am Stein – Bad Kreuznach – Ingelheim – Mainz (– Bodenheim)                                                                    | einzelne Züge                                        |
| RE 17                    | Koblenz – Boppard – Oberwesel – Bingen (Rhein) – Bad Kreuznach – Bad Münster am Stein – Rockenhausen – Winnweiler – Kaiserslautern                                                              | 120-Minuten-Takt                                     |
| RB 65                    | Kaiserslautern – (Hochspeyer) – Enkenbach – Münchweiler an der Alsenz – Winnweiler – Imsweiler – Rockenhausen – Alsenz – Bad Münster am Stein – Bad Kreuznach – Langenlonsheim – Bingen (Rhein) | 60-Minuten-Takt, zu Hauptreisezeiten 30-Minuten-Takt |
| Stand: 10. Dezember 2023 | |                                                      |

Am Bahnhof Winnweiler besteht Anschluss zu regionalen Buslinien.

### Güterverkehr
1871 fuhr ein Güterzugpaar der Relation Kaiserslautern – Münster. Hinzu kam ein „Supplement-Güterzugpaar“, das zwischen Kaiserslautern und Münster lediglich die Bahnhöfe größere Bahnhöfe wie Winnweiler bediente. Der Aufenthalt im Bahnhof Winnweiler betrug stets mehr als zehn Minuten.  Gegen Anfang des 20. Jahrhunderts bedienten Güterzüge der Relationen Kaiserslautern – Bingerbrück, und Kaiserslautern – Bad Münster den Bahnhof.